# Screen Actors Guild Awards 2024
La cerimonia di premiazione della 30ª edizione dei Screen Actors Guild (SAG) Awards ha avuto luogo il 24 febbraio 2024 allo Shrine Auditorium di Los Angeles.
Le candidature sono state annunciate da Kumail Nanjiani e Issa Rae il 10 gennaio 2024.
A Barbra Streisand è stato riconosciuto lo Screen Actors Guild alla carriera.

## Cinema

### Migliore attore protagonista
- Cillian Murphy – Oppenheimer
- Bradley Cooper – Maestro
- Colman Domingo – Rustin
- Paul Giamatti – The Holdovers - Lezioni di vita (The Holdovers)
- Jeffrey Wright – American Fiction

### Migliore attrice protagonista
- Lily Gladstone – Killers of the Flower Moon
- Annette Bening – Nyad - Oltre l'oceano (Nyad)
- Carey Mulligan – Maestro
- Margot Robbie – Barbie
- Emma Stone – Povere creature! (Poor Things)

### Migliore attore non protagonista
- Robert Downey Jr. – Oppenheimer
- Sterling K. Brown – American Fiction
- Willem Dafoe – Povere creature! (Poor Things)
- Robert De Niro – Killers of the Flower Moon
- Ryan Gosling – Barbie

### Migliore attrice non protagonista
- Da'Vine Joy Randolph – The Holdovers - Lezioni di vita (The Holdovers)
- Emily Blunt – Oppenheimer
- Danielle Brooks – Il colore viola (The Color Purple)
- Penelope Cruz – Ferrari
- Jodie Foster – Nyad - Oltre l'oceano (Nyad)

### Miglior cast cinematografico
- Oppenheimer
- American Fiction
- Barbie
- Il colore viola (The Color Purple)
- Killers of the Flower Moon

### Migliori controfigure cinematografiche
- Mission: Impossible - Dead Reckoning - Parte uno (Mission: Impossible - Dead Reckoning - Part One)
- Barbie
- Guardiani della Galassia Vol. 3 (Guardians of the Galaxy Vol. 3)
- Indiana Jones e il quadrante del destino (Indiana Jones and the Dial of Destiny)
- John Wick 4 (John Wick: Chapter 4)

## Televisione

### Migliore attore in un film televisivo o mini-serie
- Steven Yeun – Lo scontro (Beef)
- Matt Bomer – Compagni di viaggio (Fellow Travelers)
- Jon Hamm – Fargo
- David Oyelowo – Lawmen - La storia di Bass Reeves (Lawmen: Bass Reeves)
- Tony Shalhoub – Mr. Monk's Last Case: A Monk Movie

### Migliore attrice in un film televisivo o mini-serie
- Ali Wong – Lo scontro (Beef)
- Uzo Aduba – Painkiller
- Kathryn Hahn – Le piccole cose della vita (Tiny Beautiful Things)
- Brie Larson – Lezioni di chimica (Lessons in Chemistry)
- Bel Powley – A Small Light

### Migliore attore in una serie drammatica
- Pedro Pascal – The Last of Us
- Brian Cox – Succession
- Billy Crudup – The Morning Show
- Kieran Culkin – Succession
- Matthew Macfadyen – Succession

### Migliore attrice in una serie drammatica
- Elizabeth Debicki – The Crown
- Jennifer Aniston – The Morning Show
- Bella Ramsey – The Last of Us
- Keri Russell – The Diplomat
- Sarah Snook – Succession

### Migliore attore in una serie commedia
- Jeremy Allen White – The Bear
- Brett Goldstein – Ted Lasso
- Bill Hader – Barry
- Ebon Moss-Bachrach – The Bear
- Jason Sudeikis – Ted Lasso

### Migliore attrice in una serie commedia
- Ayo Edebiri – The Bear
- Alex Borstein – La fantastica signora Maisel (The Marvelous Mrs. Maisel)
- Rachel Brosnahan – La fantastica signora Maisel (The Marvelous Mrs. Maisel)
- Quinta Brunson – Abbott Elementary
- Hannah Waddingham – Ted Lasso

### Miglior cast in una serie drammatica
- Succession
- The Crown
- The Gilded Age
- The Last of Us
- The Morning Show

### Miglior cast in una serie commedia
- The Bear
- Abbott Elementary
- Barry
- Only Murders in the Building
- Ted Lasso

### Migliori controfigure televisive
- The Last of Us
- Ahsoka
- Barry
- Lo scontro (Beef)
- The Mandalorian

## Premi speciali

### Screen Actors Guild Award alla carriera
- Barbra Streisand